# Copiapoa marginata
Copiapoa marginata es una especie de planta suculenta perteneciente al género Copiapoa, dentro de la familia Cactaceae. Es endémica de Chile (concretamente desde el sudoeste del desierto de Atacama hasta el noroeste de Coquimbo).

## Descripción
Copiapoa marginata es una especie de cactus de tallo solitario o ramificado, que a veces forma cojines poco densos de 2 a 9 cabezas. Los tallos tienen forma cilíndrica y columnar corta, son de color verde claro, oscuro o grisáceo y se estrechan hacia la parte superior y la base. Miden de 20 a 60 cm de largo y de 5 a 15 cm de diámetro. Generalmente son erectos, pero con el tiempo se tumban y crecen con las puntas hacia arriba. Presentan el ápice redondeado cubierto de lana parda clara, larga y densa. Tienen las raíces engrosadas, leñosas y cortas. 

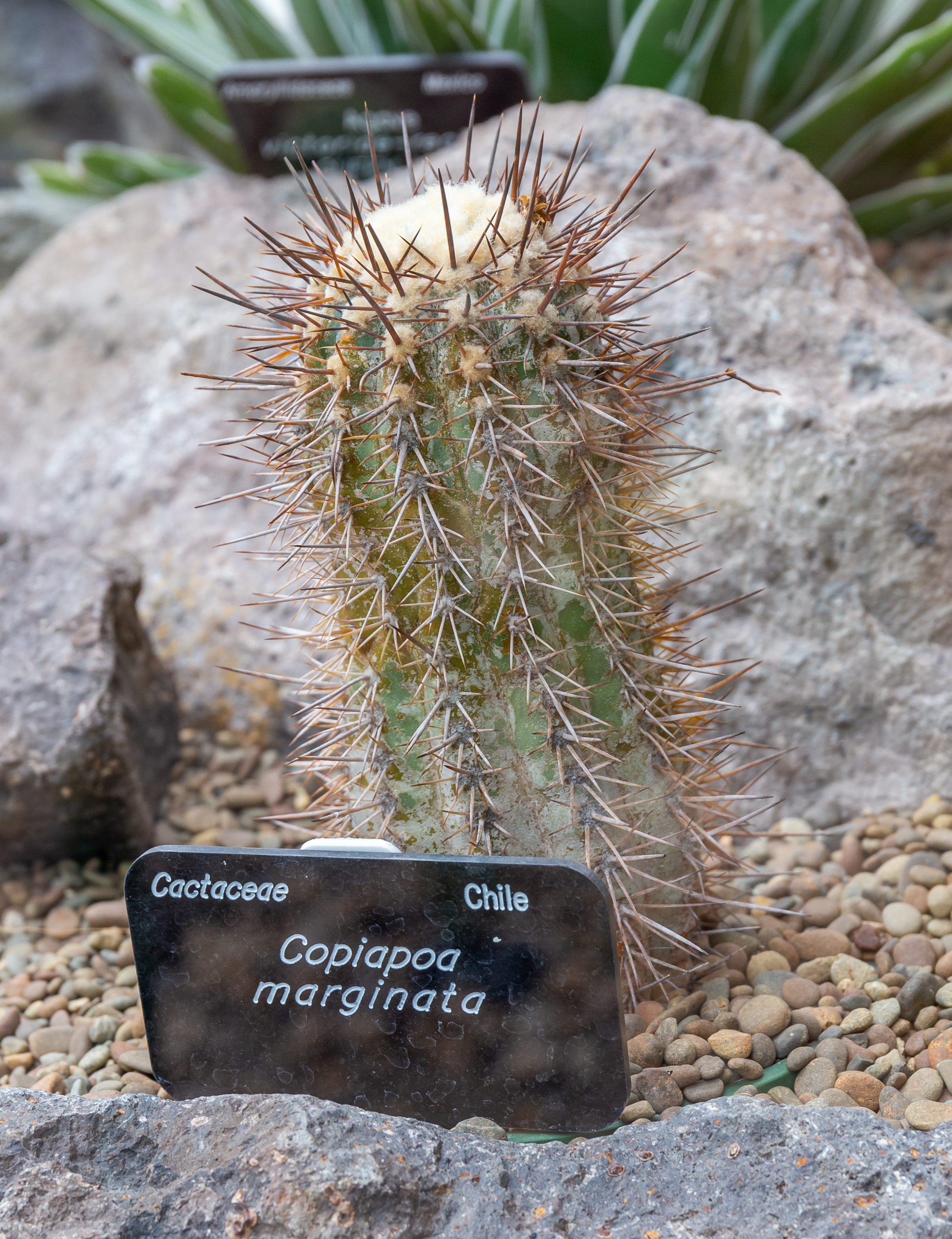
Ápice lanoso

Presentan de 8 a 14 costillas bajas, anchas, redondeadas hacia la parte superior y escasamente divididas en tubérculos. Sobre ellas se asientan areolas grandes y casi redondas, recubiertas por fieltro marrón o negro que se va tornándose de gris a blanco con el tiempo. Están muy próximas entre sí y tienen espinas rígidas y rectas que aunque inicialmente son de color negro, se vuelven grises con la edad. Entre ellas se distinguen de 1 a 3 espinas centrales de 3 a 4 cm de largo, que bajo la lupa se ven marcadas con líneas tenues. También hay de 5 a 10 espinas radiales extendidas hacia fuera de 1 a 1,5 cm de largo.
Las flores nacen en el ápice de los tallos y miden de 2,5 a 3,5 cm de largo. Son de color amarillo claro y desprenden olor (fragantes). Se cierran por la noche y el período de apertura dura muchos días. El fruto es redondo, de color verde o rojizo y mide hasta un 1 de diámetro. En su interior contiene semillas de color negro, opacas y recubiertas de finas excrecencias.

## Distribución y hábitat
El área de distribución nativa de esta especie es Chile (concretamente desde el sudoeste del desierto de Atacama hasta el noroeste de Coquimbo) y crece principalmente en biomas desérticos o de matorrales secos, desde la costa hasta los 700 m de altitud. 
Se desarrolla en sectores rocosos, tanto en terrazas litorales como laderas bajas de cerros costeros.

## Taxonomía
La primera descripción de esta especie fue como Echinocactus marginatus, publicada en 1845 por el botánico alemán Joseph zu Salm-Reifferscheidt-Dyck en la revista científica Allgemeine Gartenzeitung 13: 386.
Posteriormente, los botánicos estadounidenses Nathaniel Lord Britton y Joseph Nelson Rose colocaron la especie en el género Copiapoa, pasando a llamarse Copiapoa marginata y anotando estos cambios en el libro The Cactaceae; descriptions and illustrations of plants of the cactus family 3: 86 en el año 1922.

Etimología
- Copiapoa: nombre genérico que hace referencia a la ciudad chilena de Copiapó, ubicada en el desierto de Atacama, lugar donde se encuentran la mayoría de las especies de este género.
- marginata: epíteto específico latíno que significa 'marginal' o 'en los márgenes', haciendo referencia a la ubicación de las espinas en el borde de las costillas.[5]

### Subespecies
Actualmente se distinguen dos subespecies:
| Imagen | Subespecie                                    | Descripción                 | Distribución                                                        |
| ------ | --------------------------------------------- | --------------------------- | ------------------------------------------------------------------- |
|        | Copiapoa marginata subsp. marginata           | Tiene espinas más delgadas. | Chile (desde el sudoeste de Atacama hasta el noroeste de Coquimbo). |
|        | Copiapoa marginata subsp. robustispina Doweld | Tiene espinas más gruesas.  | Norte de Chile (desierto de Atacama).                               |

Sinonimia
- Sinónimos de Copiapoa marginata subsp. marginata:
  - Copiapoa streptocaulon (Hook.) Oosten (1940)
  - Echinocactus columnaris Pfeiff. (1846)
  - Echinocactus melanochnus Cels ex Labour. (1853)
  - Echinocactus streptocaulon Hook. (1851)

- Sinónimos de Copiapoa marginata subsp. robustispina: (no tiene)

## Estado de conservación
En la Lista Roja de Especies Amenazadas de la UICN, la especie está clasificada como “Vulnerable (VU)”.
Las principales amenazas que sufre la especie se deben a la recolección ilegal y las sequías prolongadas que resultan de la reducción de la duración de la temporada de camanchaca (niebla costera) debido al cambio climático, ya que esta niebla es la principal fuente de agua para estas plantas.

## Usos
Se cultiva principalmente como planta ornamental y su propagación se realiza a través de esquejes o semillas.